# ソニア・ボイス
ソニア・ドーン・ボイス DBE RA（英語: Dame Sonia Dawn Boyce、1962年生まれ）はロンドンを本拠地として活動しているアフロ・カリブ系イギリス人のアーティストである。ロンドン芸術大学のブラックアート&デザインの教授をつとめている。ボイスは幅広いメディアを用いて制作を行っており、1990年代以降は他のアーティストとの協働にも積極的にかかわっている。
ボイスは主に社会実践としての芸術を研究しており、イギリス各地で教育活動も行っている。2018年にはマンチェスター市立美術館で作品制作の一環としてジョン・ウィリアム・ウォーターハウスの「ヒュラスとニンフたち」を撤去し、大きな議論を巻き起こした。2020年2月にボイスはブリティッシュ・カウンシルにより、イギリスの黒人女性としては初めて、2021年のヴェネツィア・ビエンナーレイギリス代表に選ばれた。

## 生い立ち
ソニア・ボイスの両親はガイアナとバルバドスからの移民であった。1962年にロンドンのイズリントンで生まれ、1973年から1979年までイースト・ロンドンのカニングタウンにあるイーストリー・コンプリヘンシヴ・スクールに通った。 1979年から1980年にかけてイーストハム・カレッジ・オブ・アート・アンド・テクノロジーの進学準備コースに学んで修了し、1980年から1983年にかけてウェスト・ミッドランズのスタウアブリッジ・カレッジに通ってファインアートの学士号を取得した。

## キャリア
ボイスは1980年代に「芸術を通じて移民やその子孫に対する差別や偏見と闘う」ことを目指すブラック・アーツ・ムーブメントに参加し、イギリスの黒人文化ルネサンスの担い手の一人として活躍するようになった。キャリア初期に参加した展覧会としては、1983年にロンドンのアフリカ・センターで行われたFive Black Women展がある。ボイスの初期作はチョークとパステルを用いた大きなドローイングで、友人や家族、子供の頃の経験などを描いたものが主であった。背景にはしばしば壁紙の模様が描かれ、カリブを連想させる明るい色で彩られていた。こうした作品を通してボイスはイギリスにおける黒人女性としての自らの立ち位置と、その体験を生み出した歴史的出来事を探求していたと言える。同じく1983年にはBlack Women Time Now展にも参加した。
1989年に4人の女性アーティストからなるグループでThe Other Story展を行ったが、これはイギリスのアフリカ系、カリブ系、アジア系モダニズムアーティストの作品を初めて並べて展示する回顧展であった。
1990年以降には、他のアーティストと密接にかかわりつつ、しばしば協働者による即興や自発的なアクションを伴う制作活動を行うようになった。必ずしも特定の民族的経験のみを焦点としない作品も作るようになったが、それでも白人社会で暮らす黒人女性の経験や、宗教、政治、性の政治がその経験をどのように形作るかを主要なテーマとし続けている。
2007年、女王公式誕生日の叙勲で芸術への貢献によりMBEを受章した。同年、デイヴィッド・A・ベイリー及びイアン・ボーコムとの共編著として、ブラック・アーツ・ムーブメントについてのエッセイを集めたShades of Black: Assembling Black Art in 1980s Britainをデューク大学出版局から刊行した。
ボイスは幅広い教育活動に携わっており、創作プロセスにワークショップを組み込んでいる。2014年にはロンドン芸術大学のブラックアート&デザインの教授に任命された。研究の対象としては、主に社会実践としての芸術に関心を持っている。
2016年3月9日にロイヤル・アカデミー・オブ・アーツの会員になった。2018年にはBBC4のドキュメンタリーであるWhoever Heard of a Black Artist? Britain's Hidden Art Historyに出演し、ボイスが黒人アーティストとモダニズムの歴史をたずねてイギリスを旅する様子をブレンダ・エマナスが取材した。2019年の新年の叙勲で、芸術への貢献を理由に大英帝国勲章のOBEを受章した。
2020年2月にボイスはブリティッシュ・カウンシルにより、イギリスの黒人女性としては初めて、2021年の第59回ヴェネツィア・ビエンナーレのイギリス代表に選ばれた。ブリティッシュ・カウンシルの視覚芸術ディレクターであるエマ・デクスターは、社会包摂的で力強い作品を作るボイスはイギリス史上重要な現在という時期にふさわしい代表者だと述べた。ボイスは2015年に初めてビエンナーレに参加しており、その時はオクウィ・エンヴェゾーがキュレーターをつとめた“All the World’s Features”展に出品した。
ボイスの作品は多くの公立美術館に収蔵されている。テート・モダンやヴィクトリア&アルバート博物館で見ることができる。

### 「ヒュラスとニンフたち」の撤去

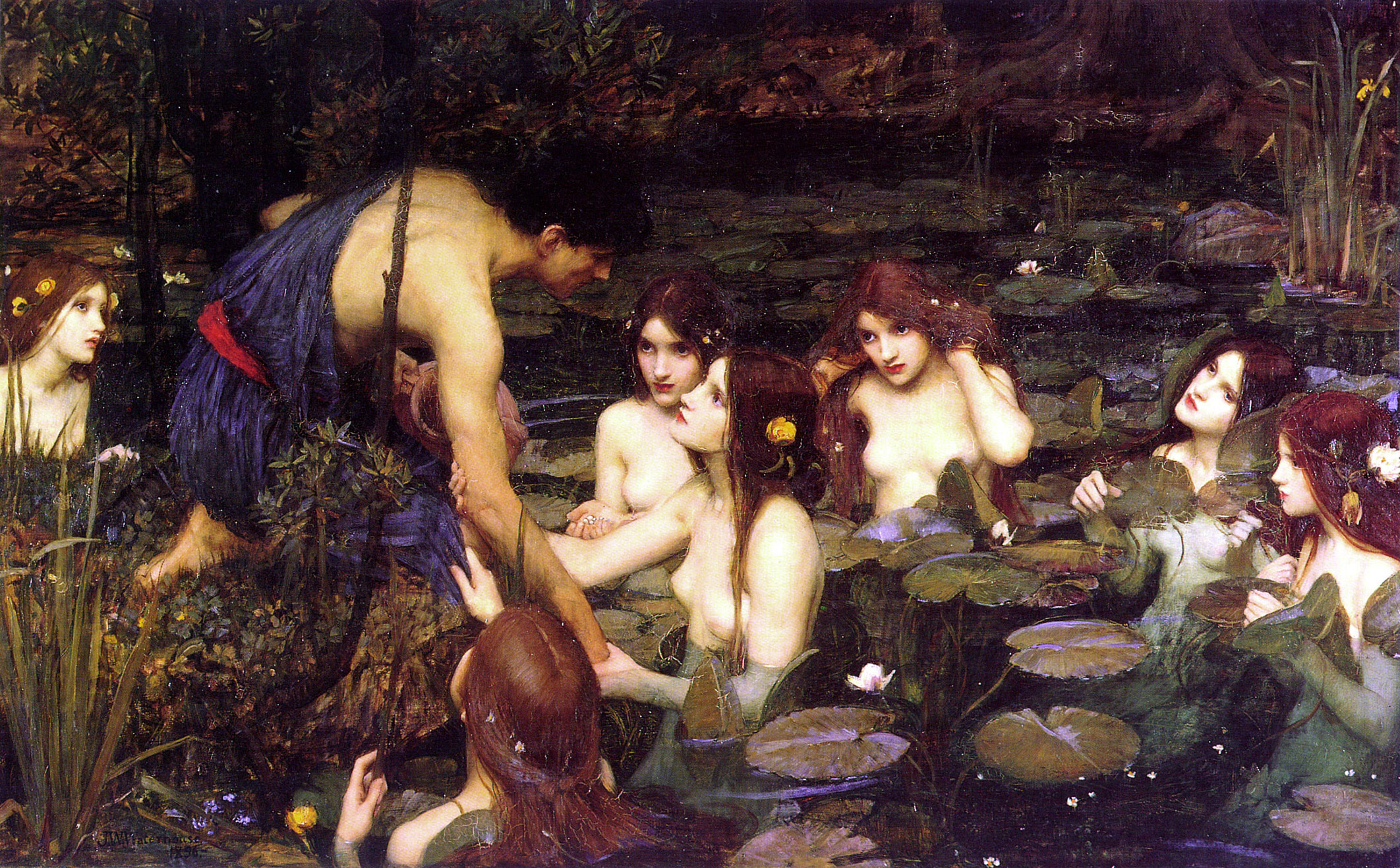
マンチェスター市立美術館で撤去された「ヒュラスとニンフたち」。

2018年、ボイスはマンチェスター市立美術館での回顧展の一環として、18-19世紀の展示コレクションの作品と対話する形で新作を作るギャラリーのキュレーターとして招聘された。ボイスは「二元論的ではない」やり方で作品を考えるため、パフォーマンスアーティストを招いてこのギャラリーの作品に反応する形で制作を行ってもらうことにした。こうしたイベントの一環として、ボイスはジョン・ウィリアム・ウォーターハウスの「ヒュラスとニンフたち」を一時的にギャラリーの壁から撤去したため、美術館の観客とメディアを巻き込んで検閲、キュレーターの意思決定、解釈、判断をめぐる幅広い議論が起こった。CINRA.NETでは『議論を促進する素晴らしい試みだとする声もある一方で、「作品の検閲」「美術館の売名行為」「行き過ぎたポリティカルコレクトネス」という非難』などがあったと纏めている。撤去の様子はボイスの展覧会での展示作とするために撮影された。ボイスは人々の行動や反応に対して芸術的な関心を抱いているため、この一連の騒動については「撤去についてなんらかのリアクションをすることで人々は作品の一部に取り込まれている」ということが指摘されている。

## 作風
ボイスは「音声と記憶の関係、空間のダイナミクス、観衆を作品に組み込むこと」などに関心を寄せており、素描、版画、写真、ビデオ、音、インスタレーション、文字のテクストなど、幅広いメディアを用いて制作している。作品にはフェミニズムからの影響も見られる。ロイ・エクスリーは2001年に、「ボイスの作品には主流文化の中に黒人あるいはアフロ・カリブ系の芸術を位置づけしなおし、再調整するという作用がある」と評した。
初期のボイスはチョークとパステルを用いた大きなドローイングを制作しており、友人や家族、子供の頃の経験、自画像などを描いていた。当時の作品には「国境をまたいだ複数の文化や宗教からの影響」が見受けられる一方、「しばしば本人がモチーフと思われる女性が登場する」。
のちに写真、グラフィックデザイン、映画、カリカチュアなどを用いて作品に非常に政治的な意味を込めるようになった。カリカチュアは歴史的に人種をはじめとする人の特徴を大げさに見せるために使われており、しばしばグロテスクで対象に対するネガティヴな印象を喚起するため、ボイスが作品にカリカチュアを用いていることは特筆すべき点である。カリカチュアを用いることで、ボイスは自らのイメージの中でそうした対象を再生させている。ボイスは自作を通して、奴隷制の時代に広く行き渡り、奴隷解放後も残った人種に関する民族誌的な偏見を覆そうとしている。

## 展覧会

### 個展
- Conversations, The Black-Art Gallery, London (1986)
- Sonia Boyce, Air Gallery, London (1986)
- Sonia Boyce: recent work, Whitechapel Art Gallery, London (1988)
- Something Else, Vanessa Devereux Gallery, London (1991)
- Do You Want To Touch?, 181 Gallery, London (1993)
- Sonia Boyce: PEEP, Royal Pavilion Art Gallery, Brighton (1995)[3]
- Recent Sonia Boyce: La, La, La, Reed College, Portland, Oregon (2001)
- Devotional, National Portrait Gallery, London (2007)
- For you, only you (ed. Paul Bonaventura, Ruskin School of Drawing & Fine Art, Oxford University, and tour, 2007/2008)[3]
- Crop Over, Harewood House, Leeds, and Barbados Museum & Historical Society (2007/2008)
- Like Love – Part One, Spike Island, Bristol, and tour (2009–2010); "Part 2 and Part 3" (2009–2010)
- Scat – Sound and Collaboration, Iniva, Rivington Place, London (2013)
- Paper Tiger Whisky Soap Theatre (Dada Nice), Villa Arson, Nice (2016)
- Manchester Art Gallery (2018)

### グループ展
- Five Black Women, Africa Centre, London (1983)
- Black Woman Time Now, Battersea Arts Centre, London (1983)
- Strip Language, Gimpel Fils, London (1984)
- Into The Open, Mappin Art Gallery, Sheffield (1984)
- Heroes And Heroines, The Black-Art Gallery, London (1984)
- Room At The Top, Nicola Jacobs Gallery, London (1985)
- Blackskins/Bluecoat, Bluecoat Gallery, Liverpool (1985)[3]
- Celebrations/Demonstrations, St Matthews Meeting Place, London (1985)[3]
- No More Little White Lies, Chapter Arts Centre, Cardiff (1985)[3]
- Reflections, Riverside Studios, London (1985)[3]
- The Thin Black Line, ICA, London (1985)[3]
- From Generation To Generation, Black Art Gallery, London (1985)[3]
- Some Of Us Are Brave – All Of Us Are Strong, Black Art Gallery London (1986)
- Unrecorded Truths, Elbow Room, London (1986)
- From Two Worlds, Whitechapel Art Gallery, London (1986)
- Caribbean Expressions In Britain, Leicestershire Museum and Art Gallery (1986)
- Basel Art Fair, Switzerland (1986)
- State Of The Art, ICA, London (1986)
- A Cabinet Of Drawings, Gimpel Fils, London (1986)
- The Image Employed – The Use Of Narrative In Black Art, Cornerhouse, Manchester (1987)
- Critical Realism, Nottingham Castle Museum and Art Gallery (1987)
- Basel Art Fair, Switzerland (1987)
- Royal Overseas League, London (1987)
- The Essential Black Art, Chisenhale Gallery, London (1988)
- The Impossible Self, Winnipeg Art Gallery, Winnipeg (1988)
- The Thatcher Years, Angela Flowers Gallery, London (1988)
- Fashioning Feminine Identities, University of Essex, Colchester (1988)
- Along The Lines of Resistance, Cooper Art Gallery, Barnsley (1988)
- The Wedding, Mappin Art Gallery, Sheffield (1989)
- The Other Story, Hayward Gallery, London (1989)
- The Cuban Biennale, Wifredo Lam Cultural Centre, Havana (1989)
- The British Art Show, McLellan Galleries, Glasgow (1990)
- Distinguishing Marks, University of London (1990)
- The Invisible City, Photographers Gallery, London (1990)
- Black Markets, Cornerhouse, Manchester (1990)
- Delfina Open Studios, London (1991)
- Shocks To The System, South Bank Centre, London (1991)
- Delfina Annual Summer Show, London (1991)
- An English Summer, Palazzo della Crepadona, Belluna, Italy (1991)
- Photo Video, Photographers Gallery, London (1991)
- Delfina Annual Summer Show, London (1992)
- White Noise, IKON Gallery, Birmingham (1992)
- Northern Adventures, Camden Arts Centre and St Pancras Station, London (1992)
- Nosepaint Artist Club, London (1992)
- Innocence And Experience, Manchester City Art Galleries (1992)
- New England Purpose Built: Long Distance Information, Real Art Ways, Hartford, USA (1993)
- Thinking Aloud, Small Mansions Art Centre, London (1994)
- Wish You Were Here, BANK, London (1994)
- Glass Vitrine, INIVA Launch, London (1994)
- Free Stories, LA Galerie, Frankfurt (1995)
- Portable Fabric Shelters, London Printworks Trust, London (1995)
- Fetishism, Brighton Museum, Brighton (1995)
- Mirage, ICA, London (1995)
- Photogenetic, Street Level, Glasgow (1995)
- Cottage Industry, Beaconsfield, London (1995)
- Picturing Blackness in British Art, Tate, London (1996)
- Kiss This, Focalpoint Gallery, Southend (1996)[3]
- Video Positive: the Other Side of Zero, Bluecoat Gallery, Liverpool (2000)[16]
- New Woman Narratives, World-Wide Video Festival, Amsterdam (2000)[16]
- Century City: Art and Culture in the Modern Metropolis, Tate Modern, London (2001)[16]
- Sharjah International Biennial: 7, Sharjah (2005)
- Menschen und Orte, Kunstverein Konstanz, Konstanz (2008)[16]
- Praxis: Art in Times of Uncertainty, Thessaloniki Biennal 2, Greece (2009)[16]
- Afro Modern: Journeys through the Black Atlantic, Tate Liverpool and tour (2010)[16]
- Walls Are Talking: Wallpaper, Art and Culture, Whitworth Art Gallery, Manchester (2010)[30]
- Griot Girlz: Feminist Art and the Black Atlantic, Kunstlerhaus Büchenhausen, Innsbruck (2010)[16]
- ¡Afuera! Art in Public Spaces, Centro Cultural España/Cordoba, Argentina (2010)
- 8+8 Contemporary International Video Art, 53 Museum, Guangzhou (2011)[16]
- The Impossible Community, Moscow Museum of Modern Art (2011)[16]
- Coming Ashore, Berardo Collection Museum/P-28 Container Project, Lisbon (2011)[16]
- Black Sound White Cube, Kunstquartier Bethanien, Berlin (2011)
- Migrations: Journeys into British Art, Tate Britain (2012)
- There is no archive in which nothing gets lost, Museum of Fine Arts, Houston (2012)[31]
- Play! Re-capturing the Radical Imagination, Göteborg International Biennial of Contemporary Art 7 (2013)[16]
- Keywords, Rivington Place, London (2013)
- Speaking in Tongues, CCA, Glasgow (2014)[32]
- All the World's Futures, 56th Venice Biennale of Contemporary Art, Venice (2015)[16]
- No Colour Bar: Black British Art in Action 1960–1990, Guildhall Art Gallery, London (2015–16)[33]

## フェローシップ・研究歴
- 1996–2002: Post-Doctoral Fellow, University of East London
- 1996–2002: Co-Director, AAVAA (the African and Asian Visual Artists Archive)[34]
- 2004–2005: Artist Fellow, NESTA
- 2008–2011: Research Fellow, Wimbledon College of Art and Design, University of the Arts London. AHRC funded research project on the ephemeral nature of collaborative practice in art, concluding in the project The Future is Social.[35][11]
- 2015–2018: Principal Investigator, Black Artists and Modernism (BAM) a research project on work by Black British artists and modernism[36][37]

## 著作
- David A. Bailey, Sonia Boyce, and Ian Baucom, ed., Shades of Black: Assembling Black Art in 1980s Britain, Duke University Press, 2007.[13]